# Chafsa Saghira
Chafsa Saghira (arab. خفسة صغيرة) – wieś w Syrii, w muhafazie Aleppo. W 2004 roku liczyła 602 mieszkańców.